# Associação Suíça de Livre Pensadores

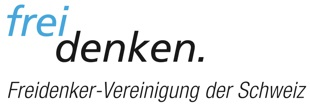
Logo de FVS em alemão.

A Associação Suíça de Livre Pensadores (alemão: Freidenker-Vereinigung der Schweiz, anteriormente Freigeistige Vereinigung der Schweiz (“Associação Suíça de Pensamento Livre”), acrónimo: FVS) é uma associação suíça de livre pensadores.

## História
A Associação Suíço-alemã de Livre Pensadores constituiu-se em 1908, juntou-se a grupos de livre pensadores da Suíça francesa e da Suíça italiana, e estabeleceu laços estreitos com o pensamento livre da Alemanha. No começo, a associação cresceu muito; devido à Primeira Guerra Mundial deicxou de crescer nos anos seguintes; no Período entreguerras houve um novo incremento; mas a crise econômica mundial e a Segunda Guerra Mundial rebaixou o número de adeptos.
O conselheiro nacional Hans Müller lançou em 1933 uma iniciativa parlamentar contra os livre pensadores considerados como movimento, que combateu ativamente a fé cristã ameaçando, assim, a paz religiosa. A moção foi refutada no 22 de junho de 1933 pelo Conselho Nacional da Suíça com 70 contra 47 votos.
Livre pensadores suíços notáveis foram o pedagogo Ernst Brauchlin, o empresário Otto Kunz e o  escritor Jakob Stebler. O socialista Konrad Farner esteve em contato com a Associação. Em 2011 a Associação contou com aproximadamente 1800 membros. Recentemente quiseram realizar a Atheist Bus Campaign na Suíça.

## Crítica
Os social democratas suíços criticaram a Associação por seguir o Iluminismo e portanto, por colocar a pergunta errada de que se Deus existe ou não: Ao espalhar a mensagem “Provavelmente Deus não existe – Pare de se preocupar e aproveite sua vida”, os Livre Pensadores cometeriam o erro de não explicitar o significado de “aproveitar a vida”: “Como explicar essa mensagem a alguém que está em situação de pobreza?”

## Publicações

### Revistas
- frei denken. Publicação quadrimestral (a partir de 2010), sucessora das revistas Der Schweizer Freidenker. Organ der Freidenker der deutschen Schweiz (1918–21), Geistesfreiheit: Organ der Freigeistigen Vereinigung der Schweiz (1922–26), Freidenker. Organ der Freigeistigen Vereinigung der Schweiz (1927–52), Befreiung: Zeitschrift für kritisches Denken. Monatsschrift, hrsg. von der Freigeistigen Vereinigung der Schweiz und dem Deutschen Monistenbund (1953–55) e da revista Freidenker. Monatsschrift der Freidenker-Vereinigung der Schweiz (1956–2010)
- Le libre penseur. Revista quadrimestral 1974–.
- Libero pensiero. Revista quadrimestral 1982-1995, 2009–

### Monografias
- Leo Heinrich Skrbensky. Die Kirche segnet den Eidbrüch: Das Vorspiel zur geistigen Verknechtung Oesterreichs. Associação Suíça de Pensamento Livre, 1935.
- Ernst Brauchlin. 13 Gespräche mit einem Freidenker. Associação Suíça de Pensamento Livre, 1953.
- Ernst Brauchlin. Gott sprach zu sich selber. Associação Suíça de Pensamento Livre, 1959.

### Artigos
- Erklärung der freigeistigen Vereinigung der Schweiz. In: Zofinger Tagblatt, 17 de outubro de 1963.